# Distrito Municipal de Opportunity n.º 17
Opportunity n.º 17 es un distrito municipal canadiense situado en la provincia de Alberta.

## Superficie
Opportunity n.º 17 tiene una superficie de 28 857,88 km².

## Demografía
En 2021, tenía 3382 habitantes, una densidad poblacional de 0,1 hab./km², y 1524 viviendas.